# Caorches-Saint-Nicolas
Caorches-Saint-Nicolas ist eine französische Gemeinde mit 603 Einwohnern (Stand: 1. Januar 2022) im Département Eure in der Region Normandie. Sie gehört zum Arrondissement Bernay und zum Kanton Bernay. Die Einwohner werden Caorchais genannt.

## Geografie
Caorches-Saint-Nicolas liegt im Pays d’Ouche, etwa drei Kilometer westlich des Stadtzentrums von Bernay. Umgeben wird Caorches-Saint-Nicolas von den Nachbargemeinden Bernay im Norden und Osten, Grand-Camp im Süden und Südwesten, Saint-Victor-de-Chrétienville im Südwesten, Plainville im Westen sowie Saint-Martin-du-Tilleul im Nordwesten.

## Geschichte
Caorches-Saint-Nicolas entstand 1972 aus dem Zusammenschluss der bis dahin eigenständigen Kommunen Caorches und Saint-Nicolas-du-Bosc-l'Abbé. 
| Jahr      | 1962 | 1968 | 1975 | 1982 | 1990 | 1999 | 2006 | 2018 |
| --------- | ---- | ---- | ---- | ---- | ---- | ---- | ---- | ---- |
| Einwohner | 151  | 162  | 513  | 534  | 570  | 564  | 573  | 593  |

## Sehenswürdigkeiten
- Kirche Saint-Nicolas aus dem 11./12. Jahrhundert, Umbauten aus dem 18. Jahrhundert
- Kirche Saint-Martin aus dem 12. Jahrhundert, Umbauten aus dem 15. und 18. Jahrhundert
- Burgreste aus dem 12. Jahrhundert
- Schloss aus dem 18. Jahrhundert

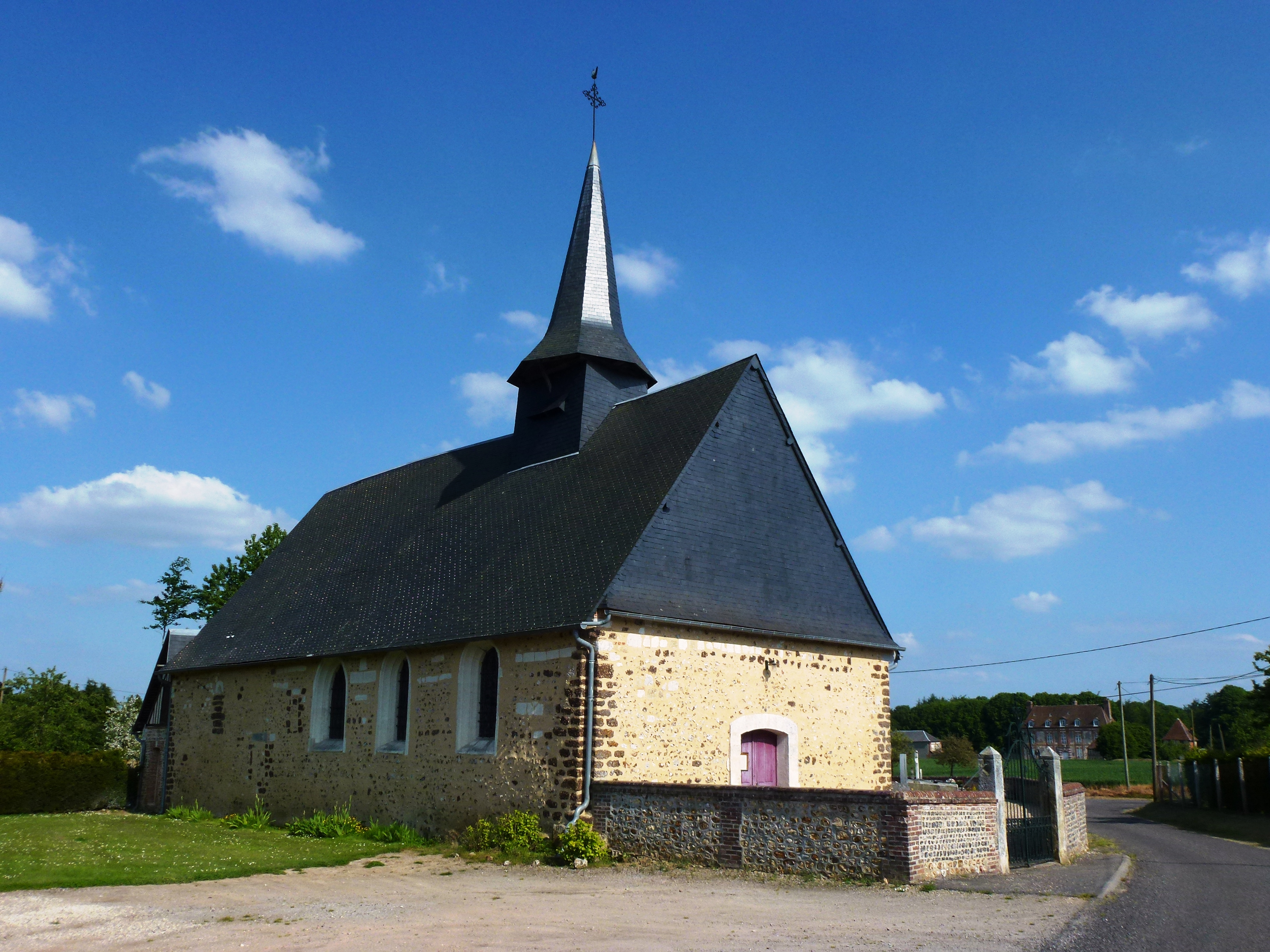
Kirche Saint-Martin
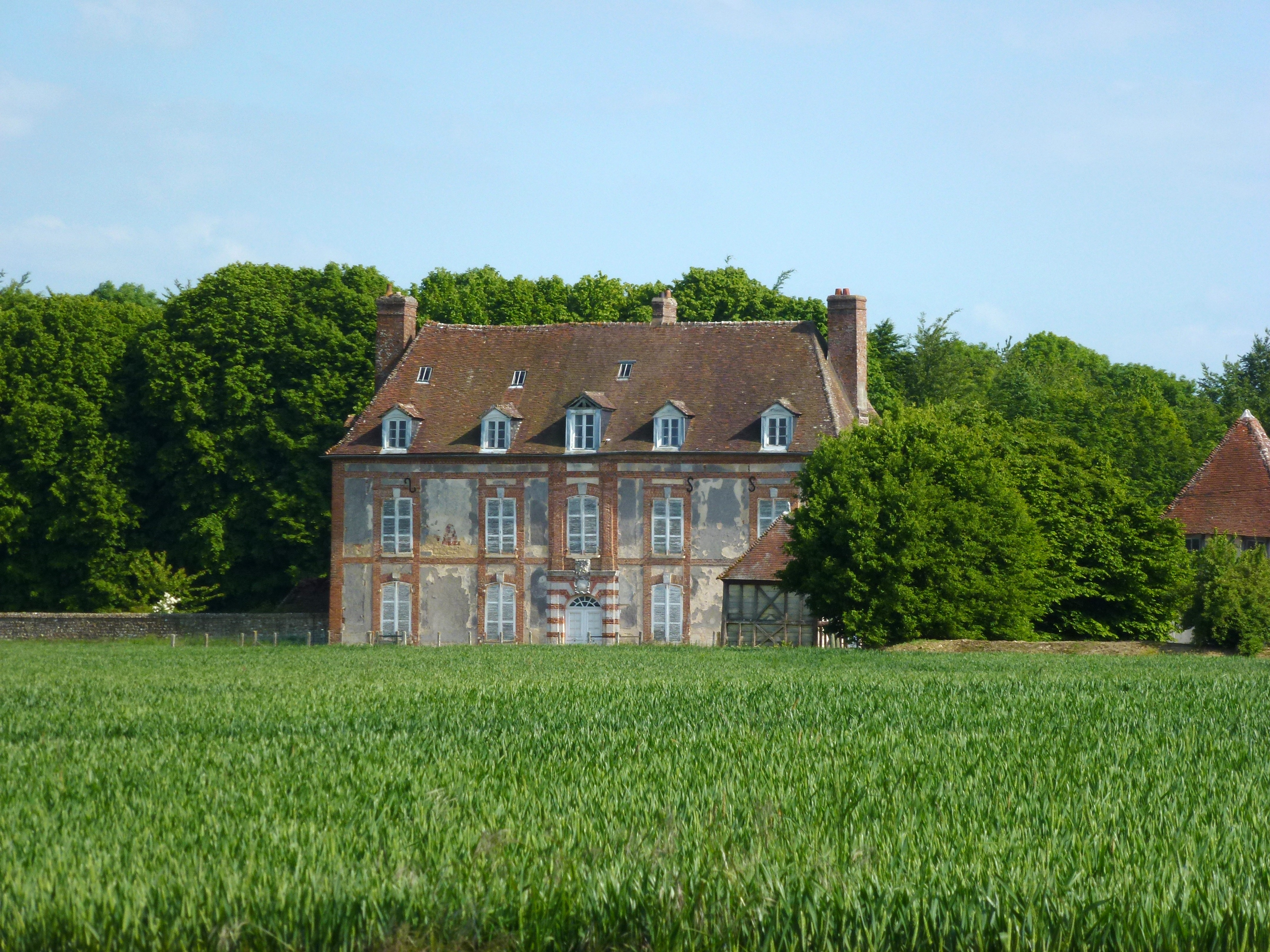
Schloss

## Persönlichkeiten
- Gaston Lenôtre (1920–2009), Koch und Schriftsteller